# Light Switch (bài hát của Charlie Puth)
"Light Switch" là một bài hát của ca sĩ kiêm nhạc sĩ người Mỹ Charlie Puth. Bài hát được phát hành vào ngày 20 tháng 1 năm 2022, là đĩa đơn chính trong album phòng thu thứ ba sắp tới của anh, Charlie (2022). Puth sản xuất bài hát và viết lời bài hát cùng với Jacob Kasher Hindlin và Jake Torrey. Là một ca khúc khá sôi nổi, thăng hoa, bài hát có những lời trữ tình cho thấy Puth đang cố gắng thuyết phục được người tình yêu mình. Tuy nhiên bài hát đã bị châm chọc nhiều lần trên tài khoản TikTok của anh, có lẽ vì nội dung bài hát. 
Trên bảng xếp hạng, "Light Switch" đạt vị trí số một tại Singapore và lọt vào top 10 ở Malaysia và Việt Nam. Bài hát lọt vào top 40 ở Canada, Ireland, Lithuania, New Zealand, Thụy Điển, Thụy Sĩ và Vương quốc Anh. Bài hát cũng đạt vị trí thứ 28 trên Billboard Hot 100.

## Bối cảnh
Vào tháng 11 năm 2021, Puth đã tiết lộ một "đĩa đơn" sẽ ra mắt vào năm 2022 bằng cách đăng một bình luận trên Twitter.  Puth đăng lên teaser bài hát "Light Switch", cùng tháng mà anh tiết lộ đĩa đơn, cho thấy anh đang sản xuất bài hát. Trong suốt phần còn lại của năm 2021, Puth liên tục giới thiệu bài hát trong nhiều video khác nhau trên TikTok. Vào ngày 26 tháng 10 năm 2021, Puth đã tiết lộ ngày phát hành và ảnh bìa cho "Light Switch" trên các tài khoản mạng xã hội của mình. 

## Video âm nhạc
Vài giờ sau khi bài hát được phát hành, một video âm nhạc chính thức của bài hát đã được công chiếu trên kênh YouTube của Puth. Video âm nhạc được đạo diễn bởi Christian Breslauer, bắt đầu với cảnh Puth thất tình, đang xem TV trên chiếc ghế tựa của anh. Một người huấn luyện Tae Bo (Billy Blanks) trên TV mà anh ấy nhìn thấy, đã bò ra khỏi TV. Anh chàng huân luyện tập Tae Bo này có vẻ khá thất vọng trước vóc dáng của Puth sau thất tình nên đã khuyến khích anh lấy lại vóc dáng bằng một số bài tập thể dục và các hoạt động khác, chẳng hạn như sơn hàng rào, dọn dẹp và mua Bitcoin giá 100 đô la. Ở phân cảnh cuối, Puth đang biểu diễn đoạn điệp khúc cuối cùng cho người yêu cũ trước một tấm biển lớn ghi "XIN LỖI" với mong ước của Puth được trở lại với người tình. Nhưng sau đó một anh chàng cũng ngoài hình cũ của Puth thình lình bước ra khỏi căn nhà đã dập tắt hi vọng của Puth: Người tình của anh đã có ông chồng mới. Thất vọng, Puth chỉ đứng đó nhìn. Video âm nhạc kết thúc cảnh anh chàng huấn luyện Tae Bo đến, dẫn anh đi. Trong phần bình luận về video trên YouTube, Puth nói: “Tôi đã tạo ra ý tưởng cho video âm nhạc này dựa trên một ý tưởng mà tôi có và chia sẻ với đạo diễn, Christian Breslauer. Tôi muốn miêu tả theo một cách hài hước về tất cả những điều mà đôi khi chúng ta cố gắng thay đổi về bản thân để nắm bắt tình yêu đơn phương đó, khi trong sâu thẳm, chúng ta nên thay đổi cuộc sống của mình chỉ để mang lại lợi ích cho bản thân chứ không phải ai khác".

## Xếp hạng
| Bảng xếp hạng (2022)      | Thứ hạng cao nhất |
| ------------------------- | ----------------- |
| Denmark (Tracklisten)     | 20                |
| Greece (IFPI)             | 54                |
| Japan (Japan Hot 100)     | 84                |
| Lithuania (AGATA)         | 26                |
| Malaysia (RIM)            | 8                 |
| Singapore (RIAS)          | 1                 |
| South Africa (RISA)       | 70                |
| South Korea (Gaon)        | 116               |
| Vietnam (Vietnam Hot 100) | 7                 |